# Polyschides sakuraii
Polyschides sakuraii är en blötdjursart som först beskrevs av Kuroda och Habe in Habe 1961.  Polyschides sakuraii ingår i släktet Polyschides och familjen Gadilidae. Inga underarter finns listade i Catalogue of Life.